# Brodek (Żory)
Brodek, Bródek – peryferyjna część miasta Żory, położona w rejonie ulicy Brodeckiej, w obrębie dzielnicy Rój na południowy zachód od centrum Żor. Stanowi południowo-zachodnią część Roju. Znajdują się tu domy oraz duży obszar pól uprawnych.

## Historia
Brodek to dawny majątek, obejmujący wieś i dobra. W XIX wieku należał do parafii katolickiej Boguszowice. Posiadał kopalnię torfu. Pod względem administracyjnym stanowił obszar dworski w powiecie rybnickim, od 1922 w woj. śląskim. 1 października 1924 zniesiono obszary dworskie na obszarze województwa śląskiego, w związku z czym Brodek włączono do gminy jednostkowej Rój. 1 lutego 1977 wraz z Rojem został włączony do Żor.